# Ophit

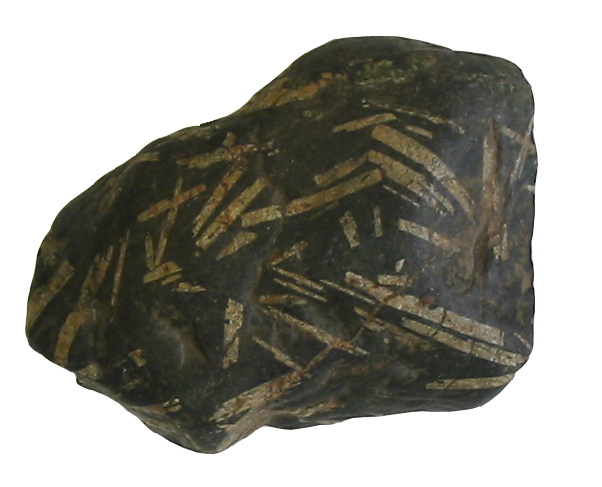
Diabas mit ophitischem Gefüge aus großen Feldspatleisten

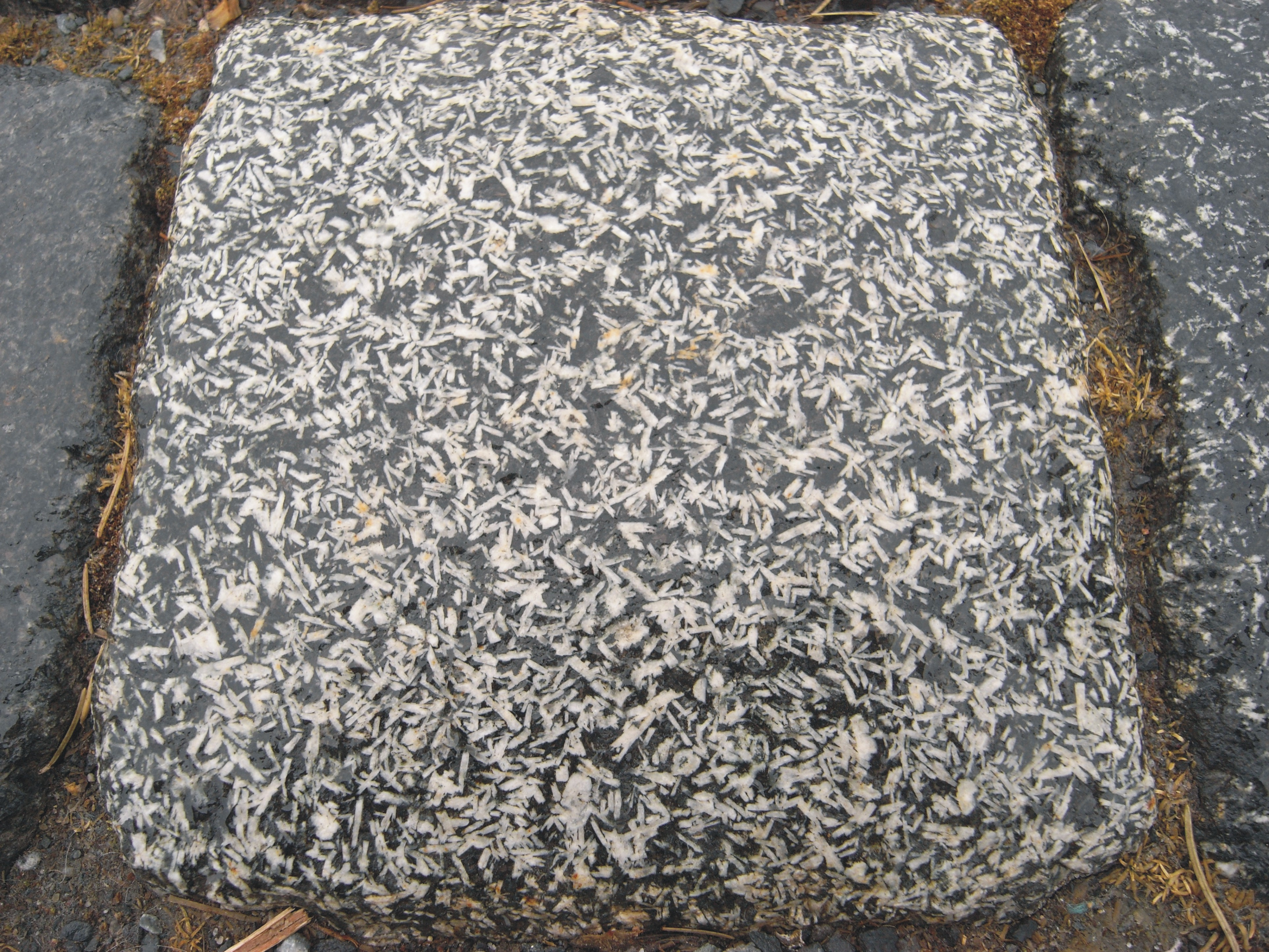
Ophitisches Gefüge der Feldspäte (weiß) in einem Pflasterstein aus Lausitzer Lamprophyr

Ophit (von griechisch ὄφις óphis „Schlange“, nach der Ähnlichkeit des Gefüges mit der Rückenzeichnung mancher Schlangen) ist ein dunkelgrünes, körniges bis dichtes Gestein aus Plagioklas und pseudomorphem Amphibol (sogenannte uralitische Hornblende) mit hellem Augit, primärer Hornblende, Titaneisen und bisweilen Diallag, äußerlich ähnelt es dem Serpentin. Auf den Klüften ist es bisweilen mit gelbgrünem Epidot und Eisenglanz belegt. Es findet sich zum Beispiel in den Pyrenäen, wo es einzelne Kuppen bildet, oder auch in Spanien und Portugal, meist begleitet von grauem und ziegelrotem Gips, eisenschüssigen, bunten Tonen und violetten, roten, grünen oder grauen Mergeln.
Die Verwendung des Begriffs als Gesteinsname wird nach den aktuellen Nomenklaturregeln der International Union of Geological Sciences nicht mehr empfohlen, dagegen ist die Bezeichnung eines Gesteinsgefüges als ophitisch immer noch gängig.
Ebenfalls nach der Rückenzeichnung mancher Schlangen benannt ist ophitisches Gefüge, in dem platten- oder leistenförmige Plagioklaskristalle in unregelmäßiger, oft wirrer Anordnung in einer Grundmasse anderer Mineralien liegen. Ein Beispiel für ein Gestein mit solchen Struktur ist der Dolerit, in dem einige Varietäten in einer Grundmasse großer Augite leistenförmige Plagioklase führen.